# لبنان في مسابقة الأغنية الأوروبية

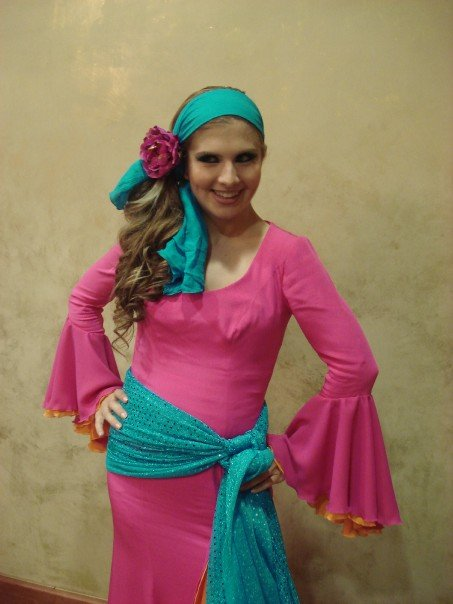
ألين لحود.

لم تشارك لبنان قط في مسابقة الأغنية الأوروبية، كان من المفترض بأن تشارك لأول مرة في عام 2005 من خلال أغنية Quand tout s'enfuit للمطربة ألين لحود لكن أنسحبت لبنان بسبب القوانين اللبنانية التي تحظر بث المحتوى الإسرائيلي.